# 創志学園高等学校
創志学園高等学校（そうしがくえんこうとうがっこう）は、岡山県岡山市北区下伊福西町にある私立高等学校。運営は学校法人創志学園。

## 概要
環太平洋大学やクラーク記念国際高等学校を擁する学校法人である創志学園によって2010年より運営されている私立の男女共学校。

### 前身校
創志学園高校には現経営者である創志学園とは運営を異とする、実質上の前身となる学校が存在する。それは2009年まで同地に在したベネッセコーポレーション系列の学校法人ベル学園が運営するベル学園高等学校（ベルがくえんこうとうがっこう）という家庭・看護・福祉系の共学校であり、創志学園高校は公的な書類の上では同校の校籍を譲り受ける形で成立している。ベル学園は1884年に佐藤伎具能（さとう きくの）によって設立された私塾の裁縫所である志信裁縫黌を源流とする岡山県の女子教育における伝統校のひとつであった。
なお、学校法人ベル学園そのものは同市中区内に在する専門学校である岡山医療福祉専門学校（旧・ベル総合福祉専門学校）の運営法人として現在も存続している。

## 設置学科

### 普通科

#### 理数特別コース
理系に特化して国公立大学および私立名門大学を目指すコース。
- 理数特別コース

#### 特別進学コース
国公立大学および首都圏の私立名門大学を目指すコース。
- 特別進学コース I類
- 特別進学コース II類

#### 創造進学コース
将来を見据えて職能を養成するコース。
- 創造進学コース　人文・社会系
- 創造進学コース　スポーツ系

### 看護科
5年制。専攻科併設および直接持ち上がり。
- 看護科

### 6つの強化部「体育会」
- 硬式野球部
- サッカー部
- 女子ソフトボール部
- 女子柔道部
- マーチングバンド部
- ダンス部

### ベル学園当時の最終設置学科（現在看護科以外は廃科）
- 総合福祉科
  - 介護福祉コース
  - 生活福祉コース
  - 保育コース
- 衛生看護科
- 看護科

#### 岡山城北・岡山女子・ベル学園当時に設置されていた学科（現在廃科）
- 家庭科（のち被服科に改組）
  - 定時制家庭科
- 被服科（のち生活科に改組）
- 生活科（のち総合生活科に改組）
- 総合生活科（のち生活福祉コースに改組）
- 社会福祉科（のち総合福祉科に改組）
- 保育科（のち保育コースに改組）
- 定時制看護科

## 沿革
- 2010年（平成22年） - 学校法人創志学園により創志学園高等学校として校名変更、普通科新設。
- 2011年（平成23年） - 野球部が第83回選抜高等学校野球大会に出場を果たす。選抜大会において、創部1年目の甲子園出場は春夏通じて史上初。試合は北海道選出校の北海に1-2で敗れた。
- 2013年（平成25年） - ソフトボール部が全国高等学校総合体育大会（2013 未来をつなぐ 北部九州総体）で初優勝。
- 2016年（平成28年） - 野球部が第88回選抜高等学校野球大会に出場し甲子園初勝利（2回戦敗退）、第98回全国高等学校野球選手権大会に夏の甲子園初出場を果たす。（初戦敗退）
- 2018年（平成30年）-野球部が第100回全国高等学校野球選手権記念大会に出場を果たす。（2回戦敗退）
- 2022年（令和4年）-野球部が第104回全国高等学校野球選手権大会に出場。（初戦敗退）

### ベル学園高等学校 以前
※岡山女子・ベル学園の同窓会コミュニティの記述による。
- 1884年（明治17年） - 私設裁縫所・志信裁縫黌として佐藤伎具能により久米郡大垪和村（現・久米郡美咲町）に設立
- 1905年（明治38年） - 女学校として改組。佐藤裁縫女学校となる。同時に岡山市二番町（当時。現在の北区下伊福西町、現・創志学園在地）に移転
- 1914年（大正3年） - 佐藤和洋裁縫女学校に改称
- 1924年（大正13年） - 佐藤女子職業学校に改称
- 1927年（昭和2年） - 有志団体であった学校を正式に法人化する。財団法人佐藤女子職業学校を設立
- 1929年（昭和4年） - 岡山高等女子職業学校と改称
- 1944年（昭和19年） - 岡山城北女子商業学校と改称
- 1950年（昭和25年） - 岡山城北女子高等学校と改称、家庭科の単科高校。全日制および定時制の2課程を敷設。
- 1951年（昭和26年） - 財団法人佐藤女子職業学校を学校法人に改組。学校法人岡山城北学園が成立。
- 1962年（昭和37年） - 岡山県岡山女子高等学校と改称
- 1965年（昭和40年） - 衛生看護科を設置
- 1966年（昭和41年） - 家庭科を被服科に改称
- 1974年（昭和49年） - 保育科を設置
- 1989年（平成元年） - 社会福祉科を設置
- 1998年（平成10年） - ベネッセコーポレーションの出資により運営法人が改組。岡山城北学園が解体された上で学校法人ベル学園が設立され、経営移管が行われる。
- 1999年（平成11年） - ベル学園高等学校に改称。総合福祉科を設置。社会福祉科および総合生活科を停止し2001年に廃科。
- 2000年（平成12年） - 衛生看護専攻科を設置。定時制看護科を廃する
- 2003年（平成15年） - 定時制を廃止。看護科を設置
- 2005年（平成17年） - 創立120周年を超える
- 2007年（平成19年） - 衛生看護専攻科を廃止。一部の科（看護科）を共学に転換する
- 2009年（平成21年） - ベル学園、本校設備を創志学園に譲受する事を決定
- 2010年（平成22年） - 創志学園高等学校に校名変更。
- 2012年（平成25年） - ベル学園高等学校最終期入学生徒の卒業。

## 最寄駅
- JR吉備線備前三門駅

## 著名な出身者

### 野球
- 奥浪鏡（元プロ野球選手）
- 髙田萌生（元プロ野球選手）
- 難波侑平（元プロ野球選手）
- 湯井飛鳥 (元プロ野球選手)
- 石原貴規（プロ野球選手）
- 西純矢（プロ野球選手）
- 草加勝（プロ野球選手）
- 宮崎竜成（プロ野球選手）

### 柔道
- 井上あかり（女子柔道選手）
- 小倉葵（女子柔道選手）
- 古賀ひより（女子柔道選手）
- 浦明澄（女子柔道選手）
- 椋木美希（女子柔道選手）
- 石岡来望（女子柔道選手）
- 平田樹（総合格闘家）

### 陸上
- 青木益未（女子陸上選手）

## 著名な教職員・関係者
- 長沢宏行（高校野球部監督）
- 門馬敬治（高校野球部監督）

## 系列校

### 学校法人創志学園
- 環太平洋大学
- 国際大学IPU NewZealand
- 国際大学IPU NewZealand 国際総合大学院
- 東京経営短期大学
- クラーク記念国際高等学校
- 日本健康医療専門学校
- 専門学校東京国際ビジネスカレッジ
- 専修学校クラーク高等学院

### 運営に関する関連項目
- 学校法人創志学園
- ベネッセコーポレーション